# 21 Dywizja Strzelecka (ZSRR)
21 Dywizja Strzelców (ros. 21-я стрелковая дивизия) – związek taktyczny piechoty Armii Czerwonej.
W czerwcu 1941 roku pod dow. płk P.W. Gnedina w składzie 26 Korpusu Strzeleckiego 1 Armii Dalekowschodniej.

## Struktura organizacyjna
- 94 Pułk Strzelecki
- 116 Pułk Strzelecki
- 326 Pułk Strzelecki
- 78 Pułk Artylerii
- 109 Pułk Artylerii,
- dywizjon przeciwpancerny
- dywizjon artylerii przeciwlotniczej
- batalion rozpoznawczy
- batalion saperów
- inne służby.